# Boris Petrovič Šeremetev
Boris Petrovič Šeremetev (rusko Бори́с Петро́вич Шереме́тев,  Borís Petróvič Šeremétev) je bil ruski diplomat in med veliko severno vojno general feldmaršal, 5. maj/25. april 1652, Moskva, Rusko carstvo, † 28. februar/17. februar 1719, Moskva, Rusko carstvo.

## Zgodnje življenje
Boris Petrovič je bil v mladosti pred začetkom vojaške kariere paž carja Alekseja I. Od leta 1671 je služboval na cesarskem dvoru. Leta 1681 je bil poveljnik v  Tambovu in poveljnik vojsk, ki so se vojskovale proti Krimskemu kanatu. Leta 1682 je postal bojar. Od leta 1685 do 1687 je sodeloval pri pogajanjih in sklenitvi Večnega miru (1686) s Poljsko in zavezniške pogodbe z Avstrijo. Od konca leta 1687 je poveljeval vojski v Belgorodu, ki je branil južno rusko mejo, in sodeloval v krimskih kampanjah. Po prihodu Petra Velikega na ruski prestol leta 1689 je postal njegov spremljevalec na vojnih pohodih. Z zaporoškim hetmanom Ivanom Mazepo je  v 1690. letih sodeloval v vojni proti Osmanskemu cesarstvu. Med azovskimi kampanjami (1695–1696)  je v akcijah proti Krimskim Tatarom poveljeval vojski na reki Dneper. V letih 1697–1699 je opravljal diplomatske naloge na Poljskem, v Avstriji, Italiji in na Malti. Leta 1698 ga je car Peter poslal z delegacijo na Malto, da bi opazoval usposabljanje in usposobljenost malteških vitezov in njihove flote. Raziskoval je tudi možnosti skupnih operacij, tudi proti Osmanskemu cesarstvu,  in možnostmi Malte kot  mogoče ruske mornariške baze.

## Velika severna vojna
Med veliko severno vojno (1700–1721) se je Šeremetev izkazal za sposobnega, a previdnega in počasnega vojskovodjo. Večji del vojne je služil kot vrhovni poveljnik in najvišji častnik v ruski vojski. Šeremetev se je kljub previdnim premikom izkazal za učinkovitejšega od mlajšega kneza Menšikova, drugega poveljnika, čigar impulzivnost ni vedno vodila do uspeha.
Leta 1700 se je ob izbruhu velike severne vojne pridružil ruski vojski v napadu na Narvo, vendar ga je švedski kralj Karel XII.  izrinil s položajev v Estoniji. Zatem je postal poveljnik ruskih sil, ki so se borile  s Švedi v baltskih provincah. Polkovnik W.A. Schlippenbach ga  je septembra 1701 porazil v bitki pri Raugeju (Latvija), v bitki pri Erastferju decembra 1701 pa je bil izid obraten. Zmaga je Šeremetevu prinesla naslov feldmaršala. Julija 1702 je zmagal tudi v bitki pri Hummelshofu. Avgusta 1702 je Šeremetev napadel Marienburg in na ruski dvor pripeljal Marto Skavronsko, ki je kasneje postala ruska carica Katarina I. (vladala 1725-1727).
Šeremetev je osvojil ingrijski trdnjavi Nöteborg (oktober 1702) in Nyenskans (1. maj 1703), kar je omogočilo ustanovitev mesta Sankt Peterburg maja 1703. Leta 1704 je osvojil tudi pomembni baltski mesti Dorpat in Narva. Leta 1705 ga je Peter Veliki  poslal v Astrahan, kjer je silovito in uspešno zatrl upor astrahanskih kozakov (1707-1708).
Med veliko severno vojno se je Šeremetev spopadel s švedskim generalom Lewenhauptom, ki ga je julija 1705 v Gemäuerthofu premagal. Ponoven poraz je doživel v bitki s Karlom XII. pri Holowczynu julija 1708. Obema se je maščeval v bitki pri Poltavi leta 1709, v kateri je bil poveljnik ruskih sil. Vojska pod njegovim poveljstvom je leta 1710 osvojila Rigo. V rusko-turški vojni 1710-1711 je julija 1711 doživel obkolitev svoje vojske v bitki pri Stănileştiju na Prutu. V letih 1715–1717 je  poveljeval vojski v Pomeraniji in Mecklenburgu.
Šeremetev je bil naklonjen zahodnjaški politiki Petra Velikega, vendar nikoli ni postal carjev izbranec. Umrl je leta 1719 v Moskvi. Peter I. ga je pokopal na Lazarevskem pokopališču v Sankt Peterburgu.